# Asswehly Sports Club
Maillots
Actualités
Le Asswehly Sporting Club (en arabe : نادي السويحلي الرياضي), plus couramment abrégé en Asswehly, est un club libyen de football fondé en 1944 et basé dans la ville de Misrata.

## Palmarès
| Compétitions nationales |
| --- |
| - Coupe de Libye : - Finaliste : 1993-94 et 1999-00. - Championnat de Libye D2 (12) : - Champion : 1964-65, 1966-67, 1968-69, 1970-71, 1972-73, 1974-75, 1978-79, 1981-82, 1987-88, 1989-90, 1991-92 et 1995-96. |